# فوتوداینامیک تراپی
فوتوداینامیک تراپی (Photodynamic therapy (PDT روش نوین در درمان غیر تهاجمی و سرپایی سرطان است. در این روش به بیمار دارو حساس به نور که اصطلاحاً به آن photosensitizer گفته می شود تزریق می شود. این دارو در بدن بیمار پخش شده و توسط سلولها جذب می شود و بعد از مدت ۲۴ تا ۷۲ ساعت از سلولهای سالم دفع میشود اما در سلولهای بیمار مدت بیشتری باقی خواهد ماند. در مرحله بعد سلولهای سرطانی حاوی دارو تحت تابش نور با طول موج مخصوص دارو قرار میگیرند. دارو با جذب نور فعال شده و تولید اکسیژن اکتیو می کند. اکسیژن اکتیو سلولهای سرطانی کشته و سرطان را از بین می برد. این روش قابل تکرار است و نیازی به درمان همزمان و جراحی ندارد. این روش برای در آینده ای نزدیک اولین بار توسط یکی از شرکت‌های وابسته به مرکز فناوری‌های لیزر ایران، ارئه خواهد شد.
درمان فتودینامیک (PDT) نوعی فتوتراپی است که شامل استفاده از نور و ماده شیمیایی حساس به نور می‌شود. این ماده، با همراهی اکسیژن مولکولی، منجر به مرگ سلول‌ها از طریق فتوتاکسیسیتی می‌گردد.
از PDT برای درمان بیماری‌هایی مانند آکنه، دژنراسیون ماکولای وابسته به سن (نوع مرطوب)، پسوریازیس و تب‌خال استفاده می‌شود. همچنین، این روش در درمان انواع سرطان‌های بدخیم مانند سرطان‌های سر و گردن، ریه، مثانه و پوست کاربرد دارد.
این روش مزایای متعددی دارد، از جمله کاهش نیاز به جراحی‌های پیچیده، مدت کوتاه‌تر بهبودی، و حداقل‌سازی ایجاد بافت اسکار یا تغییرات ظاهری. با این حال، یکی از عوارض جانبی آن، حساس شدن پوست به نور است که ممکن است مشکلاتی ایجاد کند.

## مقدمه
کاربردهای فتودینامیک (PDT) شامل سه مؤلفه هستند: یک فوتوسنسیتایزر، یک منبع نور و اکسیژن بافتی. طول موج منبع نور باید به گونه‌ای باشد که فوتوسنسیتایزر را تحریک کند تا رادیکال‌ها و یا گونه‌های فعال اکسیژن تولید کند. این رادیکال‌ها (نوع I) از طریق استخراج یا انتقال الکترون از مولکول زیرلایه تولید می‌شوند و حالت بسیار واکنش‌پذیر اکسیژن به نام اکسیژن سینگلت (نوع II) را می‌سازند.
PDT یک فرآیند چند مرحله‌ای است. در ابتدا، فوتوسنسیتایزر با حداقل سمیت (به جز سمی بودن فوتوتوکسیک آن) تجویز می‌شود، چه به صورت عمومی و چه به صورت موضعی و در غیاب نور. هنگامی که مقدار کافی فوتوسنسیتایزر در بافت بیمار حضور یافت، با تابش نور برای مدت مشخصی فعال می‌شود. دوز نور انرژی کافی را برای تحریک فوتوسنسیتایزر تأمین می‌کند، اما نه آنقدر که بافت سالم مجاور را آسیب بزند. اکسیژن واکنش‌پذیر سلول‌های هدف را می‌کشد.

### گونه های اکسیژن فعال
در هوا و بافت‌ها، مولکول اکسیژن (O2) به طور معمول در حالت سه‌تایی (Triplet State) وجود دارد، در حالی که تقریباً تمام مولکول‌های دیگر در حالت تکی (Singlet State) قرار دارند. به دلیل محدودیت‌های مکانیک کوانتومی، واکنش میان مولکول‌های سه گانه و منفرد به طور طبیعی ممنوع است، که این امر اکسیژن را در شرایط فیزیولوژیک نسبتاً غیرفعال می‌سازد.
اکسیژن به دلیل انرژی بالایی که دارد، قادر است به ساختارهای سلولی از جمله غشاهای سلولی، پروتئین‌ها و اسیدهای نوکلئیک آسیب جدی وارد کند. این ویژگی آن را به ابزاری مؤثر در درمان‌های پزشکی مانند درمان فتودینامیک تبدیل کرده است. فوتوسنسیتایزر یک ترکیب شیمیایی است که با جذب نور می‌تواند به حالت برانگیخته منتقل شود و از طریق گذار بین سیستمی (Intersystem Crossing و یا ISC ) با اکسیژن واکنش داده و اکسیژن منفرد تولید کند. این نوع اکسیژن بسیار سمی و واکنش‌پذیر بوده و به سرعت به هر ترکیب آلی که در مسیرش باشد حمله می‌کند. با این حال، اکسیژن منفرد به طور متوسط طی ۳ میکروثانیه از سلول‌ها حذف می‌شود.
تحقیقات جدید همچنین بر روی بهبود اثربخشی فوتوسنسیتایزرها و افزایش زمان عمر اکسیژن تک‌تایی از طریق مهندسی مولکولی و بهبود سیستم‌های تحویل نوری متمرکز شده‌اند. این پیشرفت‌ها می‌توانند کاربردهای درمان فتودینامیک را در زمینه‌های مختلف پزشکی گسترش دهند.

### فرایند نورشیمیایی
زمانی که یک ماده حساس به نور در حالت برانگیخته قرار می‌گیرد، می‌تواند با مولکول اکسیژن سه گانه واکنش داده و رادیکال‌ها و گونه‌های فعال اکسیژن (ROS)  تولید کند که برای مکانیسم نوع دوم حیاتی هستند. این گونه‌ها شامل اکسیژن یگانه، رادیکال‌های هیدروکسیل (•OH) و یون‌های سوپراکسید (O2−) هستند. آن‌ها می‌توانند با اجزای سلولی از جمله لیپیدهای اشباع نشده، باقی‌مانده‌های آمینواسید و اسیدهای نوکلئیک برهم‌کنش کنند. اگر آسیب اکسیداتیو کافی ایجاد شود، منجر به مرگ سلول هدف (تنها در ناحیه روشن شده) خواهد شد.
مکانیسم نوع دوم فتوشیمیایی
مکانیسم نوع دوم فتوشیمیایی فرایندی است که طی آن یک ماده حساس به نور، پس از جذب انرژی نور، با اکسیژن مولکولی واکنش داده و گونه‌های فعال اکسیژن (ROS) تولید می‌کند. این گونه‌ها شامل اکسیژن سینگلت (¹O₂)، رادیکال‌های هیدروکسیل (•OH) و یون‌های سوپراکسید (O₂⁻) هستند. این ROSها می‌توانند به مولکول‌های زیستی مانند لیپیدها، پروتئین‌ها و DNA آسیب برسانند و موجب مرگ سلولی شوند.

### مکانیسم نورشیمیایی
وقتی یک کروموفور، مانند یک مولکول تتراپیرولی، فوتونی را جذب می‌کند، یکی از الکترون‌های آن به مداری با انرژی بالاتر منتقل می‌شود. این فرآیند کروموفور را از حالت پایه (S0) به حالت برانگیخته الکترونیکی (Sn) منتقل می‌کند. این حالت برانگیخته شامل چندین سطح انرژی ارتعاشی (Sn’) است. کروموفور می‌تواند با کاهش سریع انرژی از این سطوح ارتعاشی، به اولین حالت سینگلت برانگیخته (S1) برسد، که این فرآیند به تبدیل داخلی (IC) شناخته می‌شود.
پس از رسیدن به حالت سینگلت برانگیخته  (S1)، کروموفور می‌تواند به دو روش انرژی خود را از دست بدهد(فلورسانس و عبور بین سیستمی)
در روش فلورسانس، کروموفور با تابش نور، از حالت سینگلت برانگیخته (S1) به حالت پایه (S0) بازمی‌گردد. این فرآیند سریع است و معمولاً در بازه زمانی 10⁻⁹ تا 10⁻⁶ ثانیه رخ می‌دهد. این سرعت بالا به دلیل "مجاز بودن" انتقال بین حالت‌های اسپینی یکسان طبق قوانین مکانیک کوانتومی است.
در روش عبور بین سیستمی (ISC)، کروموفور از طریق وارونگی اسپین، از حالت سینگلت برانگیخته (S1) به حالت سه‌گانه (T1) منتقل می‌شود. این انتقال "ممنوع اسپینی" است زیرا اسپین الکترون تغییر می‌کند.
در حالت سه‌گانه (T1) ، کروموفور می‌تواند دوباره انرژی خود را کاهش دهد و به حالت پایه (S0) بازگردد. این فرآیند با تابش نور به صورت فسفرسانس رخ می‌دهد. از آنجا که انتقال سه‌گانه به سینگل نیز ممنوع اسپینی است، این فرآیند بسیار کندتر از فلورسانس است و می‌تواند بین 10⁻³ تا 1 ثانیه طول بکشد.

### حساس کننده های نوری و شیمی نور
فتوسنسیتایزرهای تتراپیرولی حلقوی ترکیبات آلی هستند که به دلیل ساختار خاص خود، توانایی جذب نور در محدوده مرئی و فرابنفش را دارند. هنگامی که یک فوتون توسط این مولکول جذب می‌شود، یک الکترون از حالت پایه به حالت برانگیخته منتقل می‌شود و مولکول در حالت سینگلت برانگیخته (S₁) قرار می‌گیرد. این حالت بسیار ناپایدار بوده و مولکول تمایل دارد به سرعت به حالت پایه بازگردد. یکی از مسیرهای بازگشت به حالت پایه، فلورسانس است که در آن فوتونی با انرژی کمتر از فوتون جذب شده، گسیل می‌شود. با این حال بسیاری از فتوسنسیتایزرهای تتراپیرولی، به ویژه پورفیرین‌ها و فتالوسیانین‌ها، در حالت سینگلت برانگیخته معمولاً توانایی بالایی در انتقال بین سیستمی (ISC) دارند و میتوانند به حالت های سه‌گانه‌ی برانگیخته (T₁) تبدیل شوند و از بازده کوانتومی بالا در حالت سه‌گانه برخوردار باشند. این فرآیند شامل تغییر جهت اسپین الکترون برانگیخته است و به دلیل ممنوعیت اسپینی، نسبت به حالت فلورسانس با مدت زمان بیشتری رخ می‌دهد. حالت سه‌گانه به دلیل عمر طولانی‌تر، فرصت بیشتری برای برهمکنش با مولکول‌های اکسیژن و تولید گونه‌های فعال اکسیژن (ROS) فراهم می‌کند و این زمان عمر طولانی‌تر، به فتوسنسیتایزر اجازه می‌دهد تا با مولکول‌های زیستی اطراف، از جمله اجزای غشای سلولی، تعامل کند. ویژگی بیان شده این دسته را به ترکیبات بسیار مفیدی در درمان فتودینامیک تبدیل کرده است. در فتودینامیک تراپی، یک فتوسنسیتایزر به بافت توموری تزریق شده و سپس با استفاده از نور با طول موج مناسب فعال می‌شود و در نهایت گونه های اکسیژن فعال تولید شده به سلول‌های سرطانی آسیب رسانده و آن‌ها را از بین می‌برند.

### واکنش های نورشیمیایی
فتوسنسیتایزرهای در حالت سه‌گانه برانگیخته می‌توانند از طریق دو نوع فرایند نوع I و نوع II واکنش دهند. فرآیندهای نوع I می‌توانند شامل فتوسنسیتایزر سینگلت یا تریپلت برانگیخته باشند. با این حال، به دلیل عمر کوتاه حالت یگانه برانگیخته، فتوسنسیتایزر تنها می‌تواند در صورتی واکنش دهد که دارای یک ارتباط نزدیک با یک سوبسترا باشد؛ در هر دو حالت، برهمکنش در بهینه ترین حالت با سوبستراهای اکسید یا احیا شونده صورت می‌گیرد. فرآیندهای نوع II شامل برهمکنش مستقیم فتوسنسیتایزر سه‌گانه برانگیخته با مولکول اکسیژن است.
فرایند نوع I:
فرایندهای نوع I می‌توانند به دو دسته تقسیم شوند. در حالت اول، الکترون از یک مولکول به فتوسنسیتایزر برانگیخته منتقل شده و این اتفاق باعث تولید رادیکال‌های آزاد می‌شود. این رادیکال‌ها بلافاصله با اکسیژن واکنش داده و مواد میانجی اکسید شده تولید می‌کنند. به عنوان نمونه، رادیکال آنیون فتوسنسیتایزر می‌تواند با اکسیژن واکنش کرده و رادیکال سوپراکسید تولید کند که می‌تواند تبدیل به رادیکال هیدروکسیل شده و زنجیره‌ای از واکنش‌های آسیب‌زا در سلول آغاز کند. این نوع فرایند در آسیب‌های اکسیداتیو چربی‌ها و دیگر لیپیدها معمول است. حالت دوم شامل انتقال یک اتم هیدروژن به فتوسنسیتایزر برانگیخته است که رادیکال‌های آزاد تولید می‌کند. این رادیکال‌ها می‌توانند با اکسیژن واکنش داده و مواد میانجی اکسیداتیو پیچیده‌ای مانند پراکسیدها را بسازند.
فرایند نوع II:
فرایندهای نوع II شامل واکنش مستقیم بین فتوسنسیتایزر در حالت سه‌تایی برانگیخته (3Psen*) و اکسیژن مولکولی در حالت پایه (3O₂) هستند. این واکنش یک انتقال اسپینی مجاز است، یعنی هر دو مولکول حالت اسپین مشابهی دارند. وقتی فتوسنسیتایزر برانگیخته با اکسیژن برخورد می‌کند، فرایند انهدام سه‌تایی رخ می‌دهد و این منجر به تولید دو نوع اکسیژن سینگل (1Δg و 1Σg) می‌شود. در این فرآیند، حالت سه‌تایی فتوسنسیتایزر به حالت پایه بازمی‌گردد. اکسیژن سینگل 1Σg عمر بسیار کوتاهی دارد و به سرعت به فرم انرژی پایین‌تر 1Δg تبدیل می‌شود که مسئول آسیب به سلول‌ها است.
این نوع اکسیژن در نزدیکی محل تولید خود و در حدود 20 نانومتر عمل می‌کند و عمر آن در بدن حدود 40 نانوثانیه است. اکسیژن سینگلت می‌تواند تا 300 نانومتر در بدن حرکت کند و تنها با مولکول‌های نزدیک خود واکنش می‌دهد. این اکسیژن می‌تواند با بیومولکول‌ها مانند پروتئین‌ها، لیپیدها و پایه‌های نوکلئیک اسید واکنش داده و به تخریب غشای سلولی و از کار انداختن آنزیم‌ها منجر شود و در نهایت باعث مرگ سلول شود.
فرایند نوع II و نوع I می‌توانند هر دو در آسیب‌دیدگی سلول‌ها نقش داشته باشند، اما شواهد نشان می‌دهند که فرایند نوع II نقش اصلی در آسیب‌دیدگی سلولی دارد. برخی سلول‌ها ممکن است در برابر اثرات درمان فتودینامیک تا حدی محافظت شوند و یا در غیاب اکسیژن مولکولی مقاوم‌تر باشند.
کارایی فرایندهای نوع II به عمر حالت سه‌تایی و بازده کوانتومی سه‌تایی فتوسنسیتایزر بستگی دارد. این عوامل در اثربخشی درمان فتودینامیک مهم هستند. با این حال، موفقیت فتوسنسیتایزر تنها به این فرایند وابسته نیست و برخی فتوسنسیتایزرها حتی با عمر کوتاه حالت سه‌تایی، می‌توانند موثر باشند.

## فوتوسنسیتایز
بسیاری از فتوسنسیتایزرها برای درمان فتودینامیک (PDT) وجود دارند که به گروه‌های پورفیرین‌ها، کلورین‌ها و رنگدانه‌ها تقسیم می‌شوند. نمونه‌هایی از این مواد شامل اسید آمینولولینیک (ALA)، سیلیکون فتالاتوسیانین، تتراهیدروکسی‌فنل‌کلورین (mTHPC) و مونوال-آسپارتیل کلورین e6 (NPe6) هستند.
فتوسنسیتایزرهای موجود برای استفاده بالینی شامل آلومرا، فوتوفرین، ویسودین، فوسکان و چندین مورد دیگر بوده و موارد دیگری نیز در حال توسعه هستند، مانند آنترین و فوتوکلر.
تفاوت عمده بین فتوسنسیتایزرها در قسمت‌هایی از سلول است که هدف قرار می‌دهند. برخلاف پرتودرمانی که در آن به DNA سلول آسیب وارد می‌شود، اکثر فتوسنسیتایزرها به ساختارهای دیگر سلول حمله می‌کنند. به‌طور مثال، mTHPC در غلاف هسته‌ای تجمع می‌یابد. در مقابل، ALA در میتوکندری‌ها و متیلن بلو در لیزوزوم‌ها قرار می‌گیرد.

## تاریخچه
استفاده از نور در رمان از سالها پیش در دنیا رواج داشته است. بیش از ۳۰۰۰ سال پیش مصریان، هندیان و چینیان از واکنش شیمیایی بعضی مواد در مواجه با نور استفاده کرده و دست به درمان بعضی بیماریهای پوستی مانند لک و پیس و سوریاس می زدند. برای اولین بار در سال ۱۹۰۰ پروفسور Hermann von Tappeiner در کشور آلمان شاهد کشته شدن سلولهای زنده بر اثر واکنش شیمیایی به انجام شده از ترکیب نور و نوعی ماده شیمیایی بود. این پدیده Photodynamic Action نامیده شد. در طی این سالیان بعد دانشمندان زیادی بر روی این پدیده فعالیت داشته‌اند تا این که در سال ۱۹۷۰ شخصی به نام Dougherty از این پدیده برای درمان سرطان استفاده نمود و این راه درمان جدید را Photodynamic therapy نامگذاری نمود؛ و برای اولین بار در سال ۱۹۹۳ به صورت خدماتی در بیمارستانی در کانادا برای درمان سرطان مثانه از این درمان استفاده شد و امروزه مراکز زیادی در دنیا هستند که خدمات PDT به بیماران ارائه میدهند.
در اواخر قرن نوزدهم، ‌فینسن‌‌ موفق به نمایش موفقیت‌آمیز فتوتراپی شد. او با استفاده از نور فیلتر شده از گرما توسط یک لامپ کربن-آرک(“لامپ فینسن”) توانست بیماری پوستی توبرکولوزی به نام لوپوس ولگاریس را درمان کند. برای این دستاورد، فینسن در سال 1903 جایزه نوبل فیزیولوژی یا پزشکی را دریافت کرد.
فون تاپاینر و همکارانش اولین آزمایش درمان فتودینامیک (PDT) را روی بیماران مبتلا به کارسینوم پوستی با استفاده از حساس کننده نوری ائوزین انجام دادند. از شش بیمار مبتلا به کارسینوم بازال صورت که با محلول 1% ائوزین و نور خورشید یا نور لامپ قوس‌دار به مدت طولانی درمان شدند، چهار بیمار به بهبودی کامل تومور و دوره بدون عود 12 ماهه دست یافتند.
(Photodynamic therapy (PDT یک روش درمانی برای سرطان است که در آن دارویی که به نور حساس است و اصطلاحاً به آن photosensitizer یا photosensitizing agent گفته می شود به بیمار تزریق می شود. این دارو به طول موج خاصی از نور حساس بوده و در زمان تابش آن طول موج به دارو، اکسیژن تولید شده و سلول‌های همسایه خود را نابود می کند. البته عمق نفوذ طول موج‌های مختلف در بدن متفاوت است و برای درمان بخشهای مختلف بدن نیاز به داروها و طول موجهای مختلفی است.
همچنین از دو روش دیگر نیز این دارو موجب از بین رفتن و کوچک شدن تومور می شود. اول آن که با باقی ماندن بیشتر این دارو در سلول، دارو مانع رسیدن مواد مغذی به سلول‌های سرطانی شده و دوما این دارو از نظر سیستم ایمنی مهاجم شناخته شده و سیستم ایمنی به سلولهای سرطانی حاوی این دارو حمله می کند.
طول موج مورد نظر را میتوان با استفاده از منابع نور لیزر یا منابع نور دیگر تولید نمود. در صورت استفاده از لیزرهای فیر نوری می توان نور را با استاده از فیبر نوری دقیقاً به ارگان مورد نظر هدایت نمود مثلاً با استفاده از آندوسکپ وارد ریه یا نای نمود و مستقیماً به سلول سرطانی تاباند. از LED‌ها می توان برای سرطان های سطحی مانند سرطان پوست استفاده کرد. طول موج نور بین ۶۳۰ تا ۸۰۰ نانومتر بوده و از ۰/۵ تا ۲/۵ وات توان دارد.
روش دیگری به نام (Extracorporeal photopheresis (ECP وجود دارد که در آن خون بیمار توسط دستگاه خارج شده با ماده حساس به نور ترکیب شده و به آن نور تابانیده شده و مجدداً به داخل بدن بیمار بازگردانده می شود. این روش برای سرطان خون استفاده می شود. سازمان غذا و دارو آمریکا (U.S. Food and Drug Administration (FDA تأیید نموده که این روش کاملاً مؤثر بوده و تأثیرات پوستی بسیار کمی دارد و میتوان برای سرطان‌های که راه درمان دیگری ندارند از آن استفاده نمود. این درمان به صورت سرپایی انجام می شود و ممکن است در صورت صلاح دید پزشک به صورت همزمان با شیمی درمانی یا رادیو تراپی انجام شود ولی الزاماً به روش مکملی برای درمان نیاز ندارد.

## کاربرد ها

### آکنه
در حال حاضر، درمان فتودینامیک (PDT) در آزمایش‌های بالینی برای درمان آکنه شدید مورد بررسی قرار دارد. نتایج اولیه نشان داده‌اند که این درمان تنها برای آکنه شدید مؤثر است. یک مرور سیستماتیک که در سال 2016 انجام شد، PDT را به عنوان "روش درمانی ایمن و مؤثر" برای آکنه معرفی کرده است. این درمان ممکن است در برخی افراد باعث قرمزی شدید و درد و سوزش متوسط تا شدید شود. یک آزمایش فاز II، هرچند نشان‌دهنده بهبودی بود، اما به‌تنهایی نسبت به نور آبی یا بنفش برتری نداشت.

### سرطان
سازمان غذا و دارو (FDA) درمان فتودینامیک را برای درمان کراتوز اکتینیک، لنفومای پیشرفته سلول T پوست، مری بارت، سرطان پوست از نوع سلول پایه، سرطان مری (حلق)، سرطان سلول غیر کوچک ریه و سرطان پوست از نوع سلول سنگفرشی (مرحله 0) تأیید کرده است. همچنین، این روش برای کاهش علائم برخی از سرطان‌ها، از جمله سرطان مری هنگامی که مجرای حلق را مسدود می‌کند و سرطان سلول غیر کوچک ریه زمانی که مجاری تنفسی را مسدود می‌کند، استفاده می‌شود.
زمانی که سلول‌هایی که فتوسنسیتایزرها را جذب کرده‌اند، تحت تابش نوری با طول موج خاص قرار می‌گیرند، فتوسنسیتایزر نوعی از اکسیژن به نام رادیکال اکسیژن تولید می‌کند که آن‌ها را می‌کشد. درمان فتودینامیک (PDT) همچنین می‌تواند به رگ‌های خونی در تومور آسیب برساند و از رسیدن خون مورد نیاز برای رشد آن‌ها جلوگیری کند. این روش حتی در نواحی دیگر بدن ممکن است سیستم ایمنی را تحریک کند تا به سلول‌های تومور حمله کند.
PDT یک درمان کم‌تهاجمی است که برای درمان بسیاری از بیماری‌ها از جمله آکنه، پسوریازیس، دژنراسیون ماکولای وابسته به سن و چندین نوع سرطان مانند سرطان پوست، ریه، مغز، مزوتلیوم، مثانه، مجاری صفراوی، مری و سرطان‌های سر و گردن استفاده می‌شود.
در فوریه 2019، دانشمندان پزشکی اعلام کردند که ایریدیم متصل به آلبومین، مولکول فتوسنسیتایز شده‌ای ایجاد می‌کند که می‌تواند وارد سلول‌های سرطانی شده و پس از تابش نور، این سلول‌ها را از بین ببرد.

### فوتوایمونوتراپی
فتوایمونوتراپی یک درمان سرطانی برای انواع مختلف سرطان‌ها است که درمان فتودینامیک تومور را با درمان ایمنی‌درمانی ترکیب می‌کند. ترکیب این دو روش باعث تقویت پاسخ ایمنی‌زایی و ایجاد اثرات هم‌افزایی برای درمان سرطان‌های متاستاتیک می‌شود.

### هدفگیری عروقی
برخی از فتوسنسیتایزرها به طور طبیعی در سلول‌های اندوتلیال بافت‌های عروقی جمع می‌شوند که این امر امکان درمان فتودینامیک را با هدف قرار دادن عروق، فراهم می‌آورد. برای مثال مشخص شده است که ورتپورفین در مدت سی دقیقه پس از تزریق داخل وریدی دارو، به عروق جدید ایجاد شده ناشی از دژنراسیون ماکولا را هدف‌گیری می‌کند.

در مقایسه با بافت‌های طبیعی، بیشتر انواع سرطان‌ها در جذب و انباشته شدن فتوسنسیتایزرها بسیار فعال هستند، که آن‌ها را به طور خاص در برابر درمان فتودینامیک آسیب‌پذیر می‌سازد. از آنجایی که فتوسنسیتایزرها می‌توانند تمایل بالایی به سلول‌های اندوتلیال عروقی داشته باشند، این ویژگی می‌تواند به درمان هدفمند کمک کند.

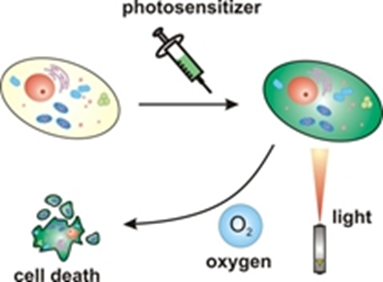
از بین رفتن سلول سرطانی توسط اکسیژن فعال بعد از تابش نور لیزر

## سرطان‌های قابل درمان به روش فوتوداینامیک تراپی
امروز این روش در بیمارستان‌های زیادی در سرتاسر دنیا مورد استفادهٔ کلینیکی قرار گرفته است. کشورهایی مانند امریکا، چین، آلمان، ژاپن و ترکیه در انجام این درمان پیشگاهم هستند. سرطان‌های زیادی نظیر سرطان ریه، سرطان مری، سرطان پوست، سرطان سر و گردن، سرطان مجاری کیسه صفرا و سرطان دهانه رحم و مقعد در حال حاضر با این روش قابل درمان است.

## مزایای PDT
عدم نیاز به جراحی.
کاهش خطر ابتلا به آلرژی.
مناسب برای سرطان های گسترش یافته.

## دوره بهبود
پوست بیمار به مدت ۴۸ ساعت پس از درمان بسیار به نور حساس است.
بیمار ممکن است ۲۴ ساعت پس از درمان احساس ناراحتی یا سوزش کند.
به مدت دو تا ۳ روز ممکن است پوست بیمار قرمز شده و پوسته پوسته شود.
بیمار می تواند بعد از درمان ساعت انواع فعالیت‌های روزانه خود را در محیط بسته را انجام دهد.
بیمار می‌تواند بعد از مدت ۴۸ بعد از درمان ساعت به سر کار برود.
بیمار به مدت ۶ هفته به نور خورشید و نورهای شدید، که به صورت مستقیم به پوست برخود می کند حساس است و بعد از این مدت تمام حساسیت‌ها از بین خواهد رفت.

## خطرات
قرمزی و لایه لایه شدن پوست.
زخم شدن و آسیب دیدن اندامهای سالم در همسایگی بافت سرطانی.
تورم پوستی.
سرفه.
مشکلات بلع
درد شکم
دشواری تنفس

## مراقبتهای بعد از درمان
بیمار می بایست بعد از درمان به مدت ۶ هفته در معرض نور خورشید و منابع نوری شدت بالا قرار نگیرد و در صورت نیاز از روسری و پوشش کامل در مقابل نور استفاده نماید تا عوارض جانبی این درمان کاهش یابد.